# Милковица
Мѝлковица е село в Северна България. То се намира в община Гулянци, област Плевен. Спирка на жп линията Плевен-Черквица.

## История
В 1851 година е изграден храмът „Свети Архангел Михаил“. Иконите са изписани в 1895 година от дебърския майстор Нестор Траянов.

## Галерия
- Църквата
- Читалището

## Личности
родени в Милковица
Флори (Цветан) Маринов Капитанов (р. 07. 07. 1895), адвокат в Никопол от 1927 г. 
- Иля Прокопов (р. 1952), български археолог, нумизмат